# Central elèctrica La Catalana
La Central elèctrica La Catalana és una antiga central elèctrica del municipi de Manresa (Bages) protegida com a bé cultural d'interès local. Des del març 2014 ha sigut reformada i transformada en seu administrativa d'Endesa per a les comarques de la Catalunya central.

## Descripció
És un edifici format per diversos cossos coberts a diferents alçades. La nau principal, i més alta, és de tres pisos, i conté els transformadors. Hi ha una pilastra de grans proporcions, descentrada en la nau, que suporta l'estructura metàl·lica de cavalls que recolza les voltes de maó visibles a l'exterior.
La part anterior de l'edifici forma un cos d'una planta, amb un ritme de finestres amb vidrieres i fusteria metàl·lica, separades per pilastres i amb una barana d'obre decorada amb majòlica, al damunt. Darrere d'aquest cos, i més al darrere, resten les altres naus a diferents alçades, permetent des de fora la lectura de l'estructura de l'edifici. L'espai interior està tractat de forma unitària. En destaca una escala de cargol de comunicació entre els altells que recorren l'interior.

## Història
L'edifici central va ser construït per Compañía General Eléctrica vers 1920, després va prendre el nom d'Hidroeléctrica de Catalunya, El propietari actual, Endesa, va començar el 2012 obres de rehabilitació amb l'objectiu d'hi instal·lar la seva seu administrativa per a les comarques de Bages, Anoia, Berguedà, Osona i una part del Solsonès. Després de més de dos anys i una inversió de més de sis milions d'euros, l'edifici renovat va ser inaugurat el 2014.